# La Lune à un mètre
La Lune à un mètre er en fransk stumfilm fra 1898 af Georges Méliès.